# 泡状平锉蛤
泡状平锉蛤（学名：Limatula bullata），是莺蛤目狐蛤科平锉蛤属的一种。主要分布于韩国、中国大陆、台湾，少见品种，仅见于潮下带。